# توم برادلي (لاعب كرة قاعدة)
توم برادلي (بالإنجليزية: Tom Bradley)‏ هو لاعب كرة قاعدة أمريكي، ولد في 15 نوفمبر 1947 في آشفيل في الولايات المتحدة.

## وصلات خارجية
- توم برادلي على موقعبيزبول رفرنس.كوم (الدوري الرئيسي) (الإنجليزية)
- توم برادلي على موقعبيزبول رفرنس.كوم (الدوري الثانوي) (الإنجليزية)
- توم برادلي على موقع مشجعي الرسوم البيانية (الإنجليزية)